# Johann Gottlieb Möller
Johann Gottlieb Möller oder Moeller (* 4. Januar 1670 in Danzig; † 11. Juli 1698 ebenda) war ein deutscher lutherischer Theologe und Kirchenhistoriker.

## Leben
Möller war Sohn des Danziger Pastors Salomon Möller. Er absolvierte das Akademische Gymnasium Danzig. Anschließend studierte er an den Universitäten von Greifswald, Kiel und Rostock. Außerdem bildete er sich in Hamburg, Dänemark und Schweden fort. 1692 erlangte er an der Rostocker Hochschule den Magistergrad in Philosophie. Im Februar 1694 erfolgte dort außerdem seine Graduierung zum Lic. theol.
Möller wurde 1694 rätlicher ordentlicher Professor der griechischen Sprache an der Philosophischen Fakultät der Rostocker Universität. Hier lehrte er bis 1696, als er einem Ruf an das hochschulische Akademische Gymnasium nach Danzig folgte. Dort wurde er ordentlicher Professor der Philosophie sowie Oberbibliothekar der Bildungseinrichtung. Am 22. Juni 1697 erfolgte schließlich in Rostock seine Promotion zum Doktor der Theologie.
Möllers Forschungsschwerpunkte lagen im Bereich Kirchengeschichte sowie beim Leben und Wirken Martin Luthers.

## Werke (Auswahl)
- Ex historia literaria, de Clementis Rom. I. ad Corinth. epist. e MS. Alexandrino a Patricio Iunio editae auctoritate, Weppling, Rostock 1693.
- Observationum miscellanearum decadem, Richel, Rostock 1693.
- Auctoritatem scripti sub titulo: D. Lutheri Colloquiorum mensalium, in germanico et latino idiomate editi considerabunt, Weppling, Rostock 1693.
- Observationum philologicarum septenarius, Weppling, Rostock 1695.
- Theologiae Christianae Dogmatico-Theticae In Unica Definitione Adumbratae, Synopsis Expressior, Weppling, Rostock 1696.